# 仁元王后
仁元王后（1687年—1757年），本貫庆州金氏，领敦宁府事庆恩府院君金柱臣与嘉林府夫人临川赵氏。始祖为金阏智，二十七代孫金傅在過世後，高麗景宗賜諡敬顺（即新羅敬順王）。肅宗二十八年（1702年）被肅宗册封為王妃，为肃宗第四任王妃。

## 生平
肅宗十三年（1687年）九月二十九日，仁元王后诞生于顺化坊私第之养正斋，即金希逸之旧宅。幼时，其从祖母权氏便觉得仁元王后有贵人之像，赞之“步履安详，擧止端正，必也非常”。英祖形容其性情端庄仁慈，沉默寡言，为人正直，即使是自家的子孙亲戚，即使是官小人微，犯了错误也要训诫。
肅宗三十九年（1713年），因王妃品性柔顺、贤惠淑德，肃宗赐尊号「惠顺」。景宗继位，第2年册封王大妃，上尊号“慈敬”。后英祖继位，册封大王大妃，又连续上尊号“献烈”、“光宣”、“显翼”、“康圣”、“贞德”、“寿昌”、“永福”、“隆化”、“徵靖”，使拥有10个尊号的仁元王后在当时成了史上最多尊号的王后。全号为“惠顺慈敬献烈光宣显翼康圣贞德寿昌永福隆化徵靖仁元王后（혜순자경헌렬광선현익강성정덕수창영복융화휘정정운정의장목인원왕후）。
仁元王后没有任何子嗣，但是和庶子英祖感情深厚，犹胜亲生母子。景宗年间，少论派极力反对将英祖封为王储。景宗元年（1721年），当年还是王储的英祖感到生命受到了威胁，他连夜逃到仁元王后的寝宫。在仁元王后的帮助和異母兄景宗的友愛下，英祖才得以保命。后来英祖对仁元王后特别孝顺，继位后，他每日亲自前去请安，风雨不改。每逢佳节，特别是仁元王后的生辰，英祖必然举行盛典，大肆庆祝，并亲自为她创作诗词。
据《恨中录》记载，仁元王后生性温柔贤淑，聪慧能干，在世时将后宫打理得井井有條，对后辈疼爱有加。她不仅视英祖如己出，更非常关爱其子思悼世子（莊献世子）。看着英祖对世子的冷淡态度和严厉的苛责，仁元王后常温言相劝，要英祖好好爱护儿子，缓解了紧张的父子关系。
英祖三十三年（1757年）二月十五日，英祖的元妃贞圣王后病逝，仁元王后非常哀痛。因年歲已長，二月底，仁元王后病重，医药无效。英祖暂停部分政务，全心全意、不分昼夜地服侍嫡母，他甚至亲自监督下人备药。同年，三月二十六日巳時（早上九時至十一時），仁元王后病逝于昌德宫景福殿西永慕堂，享壽七十岁。英祖哀痛欲绝，虽然当时自己也已经六十四岁，在遗体下葬之前的五个月裡，他坚持每日亲临殡殿，为仁元王后上香守孝，可谓孝感动天。英祖也亲自提笔写下《大行大王大妃行录》，尽表哀悼之情。
英祖三十三年（1757年）七月十二日，仁元王后葬于京畿道附近的明陵右冈。

## 家庭
| 关系 | 姓名     | 生卒年     | 封号/职位                                  | 备注                       |
| ---- | -------- | ---------- | ------------------------------------------ | -------------------------- |
| 父亲 | 金柱臣   |            | 領敦寧府事、慶恩府院君，贈領議政，諡孝簡公 |                            |
| 母亲 | 林川趙氏 |            | 嘉林府夫人                                 |                            |
| 弟   | 金後衍   | ？－？     |                                            |                            |
| 弟   | 金九衍   | 1699－1743 |                                            |                            |
| 姊   | 庆州金氏 |            |                                            | 适郡守、贈吏曹參議李德隣。 |
| 妹   | 庆州金氏 | 1691－1727 | 贈貞夫人                                   | 左尹尹勉教元配。           |

## 附註
1. ↑  英祖89卷：惟我大行慈聖，卽我聖考肅宗大王之繼妃也，姓金氏，本慶州，始祖閼智，追尊世祖。二十七代孫傅，高麗封敬順王。
2. ↑  肅宗37卷：玉册文
3. ↑  金希逸祖籍金海金氏，迦椰国的王族，高丽时期的贵族
4. 1 2  來源英祖89卷, 33年（1757丁丑 / 청 건륭（乾隆）22年) 3月26日（丁巳）
○上親製大行大王大妃行錄。…惟我大行慈聖，卽我聖考肅宗大王之繼妃也，姓金氏，本慶州，始祖閼智，追尊世祖。二十七代孫傅，高麗封敬順王。其後智允贈忠勤亮節贊化功臣知（文化）〔門下〕府事判都評議事。子稛入我朝，開國功臣左贊成鷄林君，諡齊肅。孫從舜，被選淸白，諡恭胡，歷事世宗、文宗、端宗、世祖、睿宗、成宗。六代祖萬勻，文科壯元，都憲，贈勳領議政月城府院君，生父千齡文科壯元，官至直提學。五代祖命元，以宣廟朝名勳左議政慶林府院君，諡忠翼。高祖守廉，贈領議政鰲原君。曾祖南重，禮曹判書慶川君，贈左贊成，諡貞孝。祖一振，贈領議政，考慶恩府院君柱臣，贈領議政，諡孝簡。妣嘉林府夫人趙氏。始祖天赫，仕高麗，爲嘉林伯，九代祖連城，始入我朝，知洪州事。高祖瑗司馬壯元，文科承旨，曾祖希逸，司馬壯元，文科重試，官至參判。祖錫馨，司馬壯元，贈參判，考景昌，小子嗣服三十一年，遵昔年故事，特贈左贊成。丁卯九月二十九日丑時，我慈聖誕降于順化坊私第之養正齋，卽希逸之舊第也。壬午冊封王妃，仍行嘉禮。聖后幼時，從祖母權氏見而異之曰，‘步履安詳，擧止端正，必也非常’云,…禮陟越七日，議徽號曰定懿章穆，六月十三日上諡曰仁元，七月十二日奉葬于明陵右罔辛向原，春秋七十一歲。祔葬，卽昔年之遺敎，慈聖之至願也，而適因舊標坐向之有忌，幸卜此罔。昔之隔遠者，今爲密邇。丁閣仍舊，三榻儼然，神理人情，俱爲洽然，此豈非陟降之眷佑，慈誠之攸曁耶?從今以後，小子有欣幸歸拜之顔，哀慕之中，庶慰此心矣。下玄宮銘旌、梓宮上字、表石前後面，皆躬自敬寫，少伸哀慕之懷。今者行錄，只擧實事，而猶不能悉，何敢以繁文剩語，負慈聖日撝謙之德意乎?令都監以此文仍作誌文，一片微誠，盡載于此，呼寫以畢，血淚被面。我聖考三十九年癸巳受尊號曰惠順，皇兄二年壬寅又上尊號曰慈敬，小子嗣服二年丙午又上尊號曰獻烈，十六年庚申又上尊號曰光宣，同年又上尊號曰顯翼，二十三年丁卯又上尊號曰康聖，二十七年辛未又上尊號曰貞德，二十八年壬申又上尊號曰壽昌，二十九年癸酉又上尊號曰永福，三十二年丙子又上尊號曰隆化。嗚呼! 揄揚慈德，止於此耶?小子有二男，長孝章世子，初封敬義君，嗣服元年，冊封，娶豐陵府院君趙文命女，卽孝純賢嬪也。次初封元子，丙辰冊封世子，娶判書洪鳳漢女。有十二翁主，第二和順翁主下嫁月城尉金漢藎，卽議政奉朝賀興慶子。第三和平翁主下嫁錦城尉朴明源，卽參判贈議政師正子，繼子相喆文科庭試，娶縣令金簡行女。第八和協翁主下嫁永城尉申光綏，卽右議政晩子，有繼子年幼。第九和緩翁主下嫁日城尉鄭致達，贈諡孝敏，卽右議政羽良子，有小主。第十和柔翁主下嫁昌城尉黃仁點，卽參判梓子。第十一十二尙幼。世子有四男，長懿昭世孫，次元孫，皆嬪所誕也。與二王孫俱年幼，有二郡主而年亦幼焉。兼附行錄，永垂千億云爾。【自禮陟越七日以下追後足成。】
5. ↑  肅宗53卷：基王化於宮闈，協迓駿命;頌母儀於琬琰，對崇鴻名。鉅典載陳，徽猷斯稱。恭惟王妃殿下，位尊正內，文貴在中。存一心於相成，每儆齊詩之夙夜;贊盛烈於遺義，深得漢后之《春秋》。邦運賴以克昌，梱範因之益著。譬凱風之養物，和澤入人;體厚坤之承天，柔德根性。旣兩極儷其休美，故二字共此揄揚。玆有祖宗之攸行，宜副朝野之至望。臣等不勝大願，謹奉冊寶，上尊號
6. ↑  肅宗53卷：亥/大臣二品以上會賓廳，議定尊號，上大殿徽號曰顯義光倫睿聖英烈，永昭殿光烈，敬寧殿孝敬，中宮殿惠順。
7. ↑  景宗8卷：惠順王大妃殿，尊號曰: “慈敬。”
8. ↑  景宗5卷, 1年（1721辛丑 / 청 강희（康熙）60年) 12月23日（己卯）2번째기사
9. ↑  .   [2020-07-27]. （原始内容存档于2020-07-27）.
10. ↑  《樗村先生遺稿·司僕寺正金公墓碣銘》
11. ↑  《西堂私載·恭人金氏墓誌銘》
12. ↑  《素谷先生遺稿·族祖左尹公墓碣銘》

## 相關資料
- 列聖王妃世譜
- 《肅宗實錄》
- 《英祖實錄》